# Tibor Heinrich von Omorovicza
Tibor Heinrich von Omorovicza, född 3 november 1898 i Budapest och död 24 november 1953 i Lienz. var en ungersk ishockeyspelare och seglare. Han var med i det ungerska ishockeylandslaget som kom på elfte plats, vilket innebar sista plats, i Olympiska vinterspelen 1928 i Sankt Moritz. Samma år deltog han i segling vid Olympiska sommarspelen i Amsterdam. Även 1936 ställde han upp i segling i Olympiska sommarspelen i Berlin.